# روز كوك
روز كوك (بالإنجليزية: Roze koek)‏ والتي تعني الكعكة الوردية هي مُعَجَّنة هولندية مثالية، تتألف من كعكة مسطحة صغيرة مع طبقة من عجينة الفُنْدان الوردية. العلامة التجاريّة الأكثر شهرة لهذه الحلوى تدّعى غلاسّي.
بمدينة أمستردام، يشار للكعكة أحيانًا باسم 'موشيلينتس' (أي: ميشولونيس الصغيرة)؛ هذا الاسم، هو التكييف الهولندي لاسم موسوليني، متجذّر في تقاليد الكعكة التي تباع في محلات المثلجات الإيطالية في أمستردام قبل الحرب العالمية الثانيّة.

## المتغيرات
أحيانًا تباع الكعكات في أصناف بديلة، مع طبقة علوية وردية مستبدلة بلون مختلف. خلال بطولات كرة القدم تستبدل الطبقة العلوية بالبرتقالي (اللون الوطني لمنتخب هولندا) وفي موسم عيد الفصح تكون الطبقة العلويّة صفراء اللون.

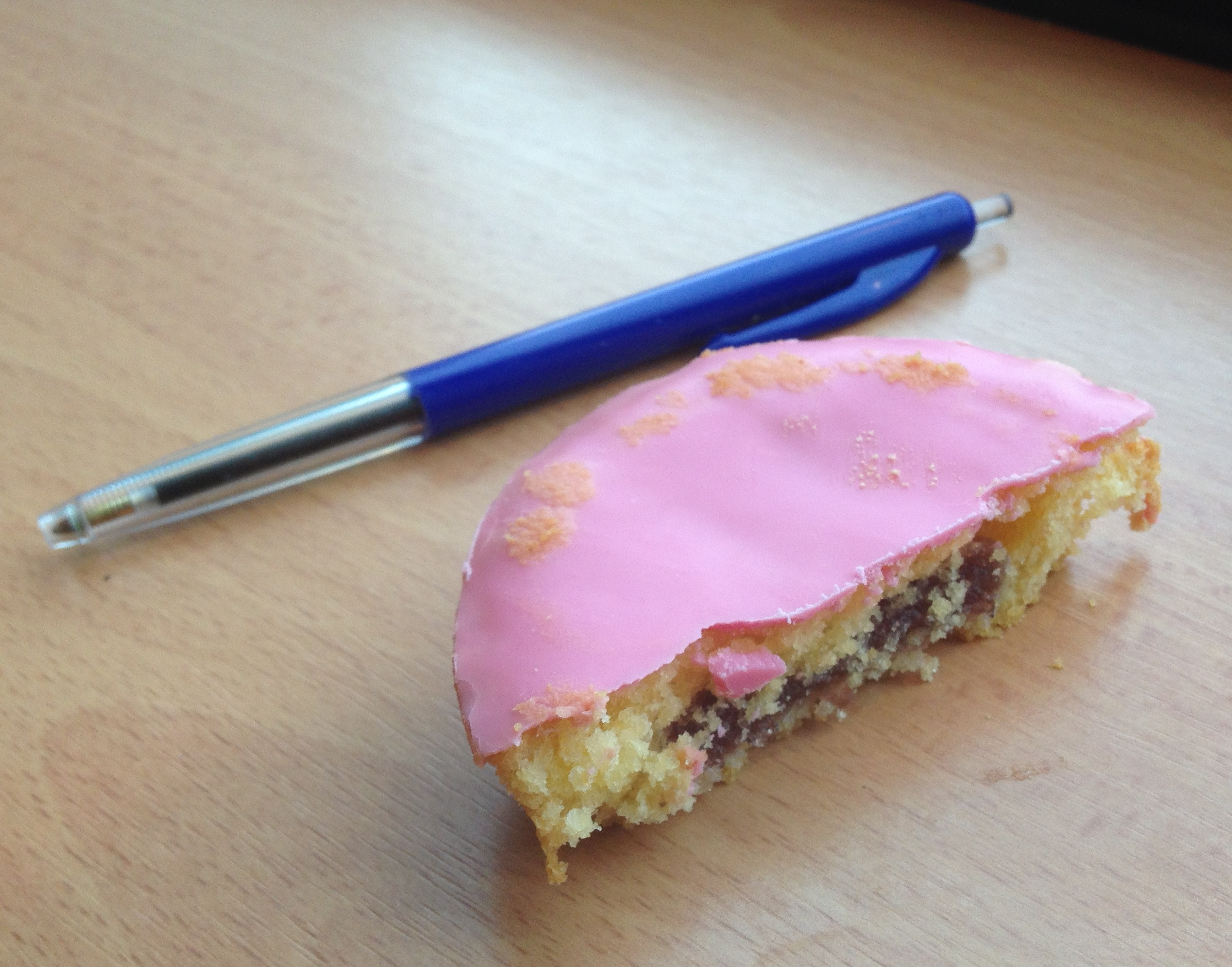
كعكة وردية بحشوة المربى.

## هامش
- الملون الغدائي المستخدم في غلاسي، كارمين (إي 120)، ينتج من أنثى الحشرة القشرية، الدودة القرمزية.[2][3]